# Cabrero, Chile
Cabrero este un oraș în regiunea Biobío, Chile. Suprafața totală este de 639,8 km². Comuna avea o populație totală de 25.282 locuitori (2002).